# Thedinghsweert

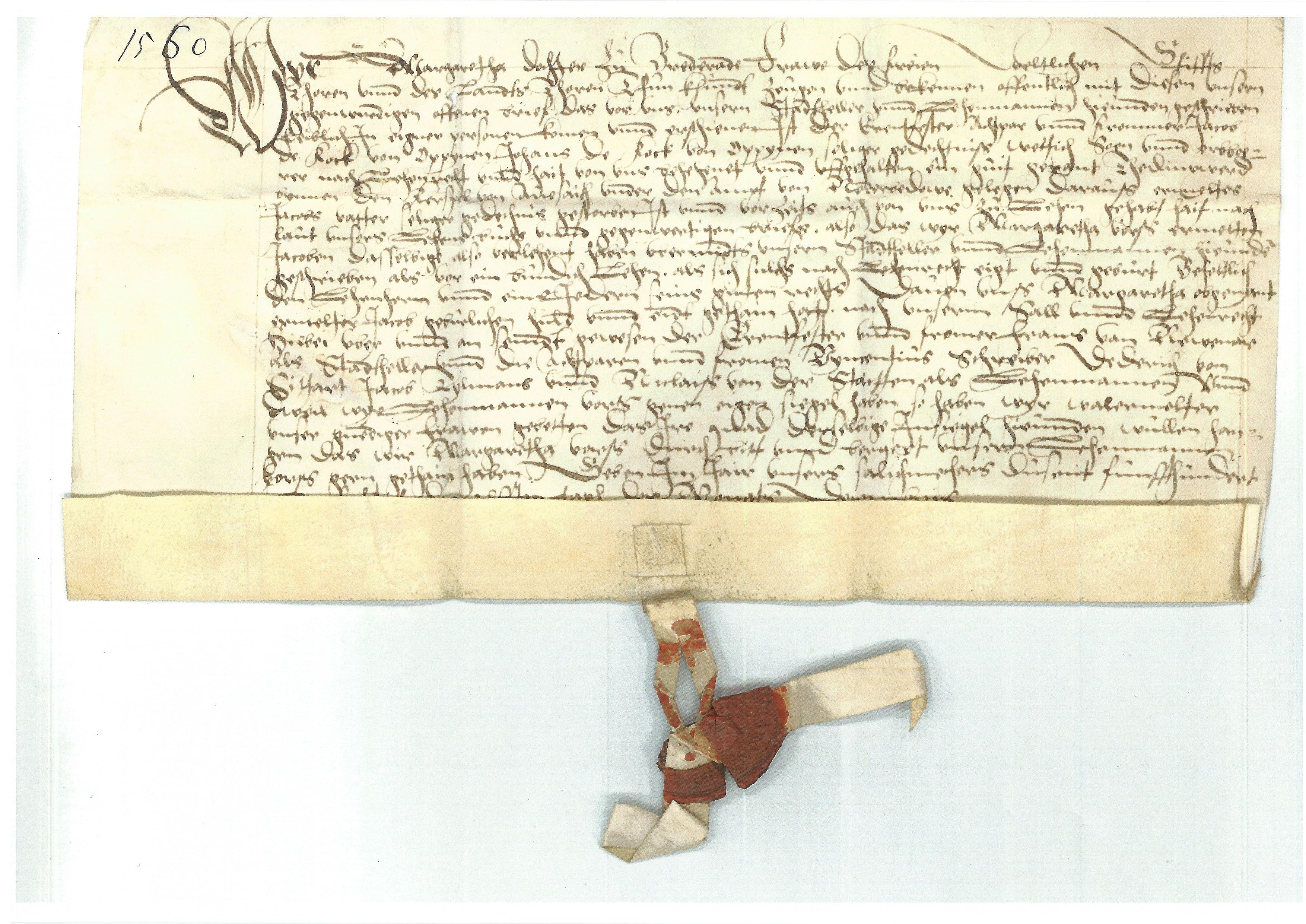
Akte van belening Jacob de Cock van Opijnen met Thedinghsweert door de abdis van het stift Thorn (1560)

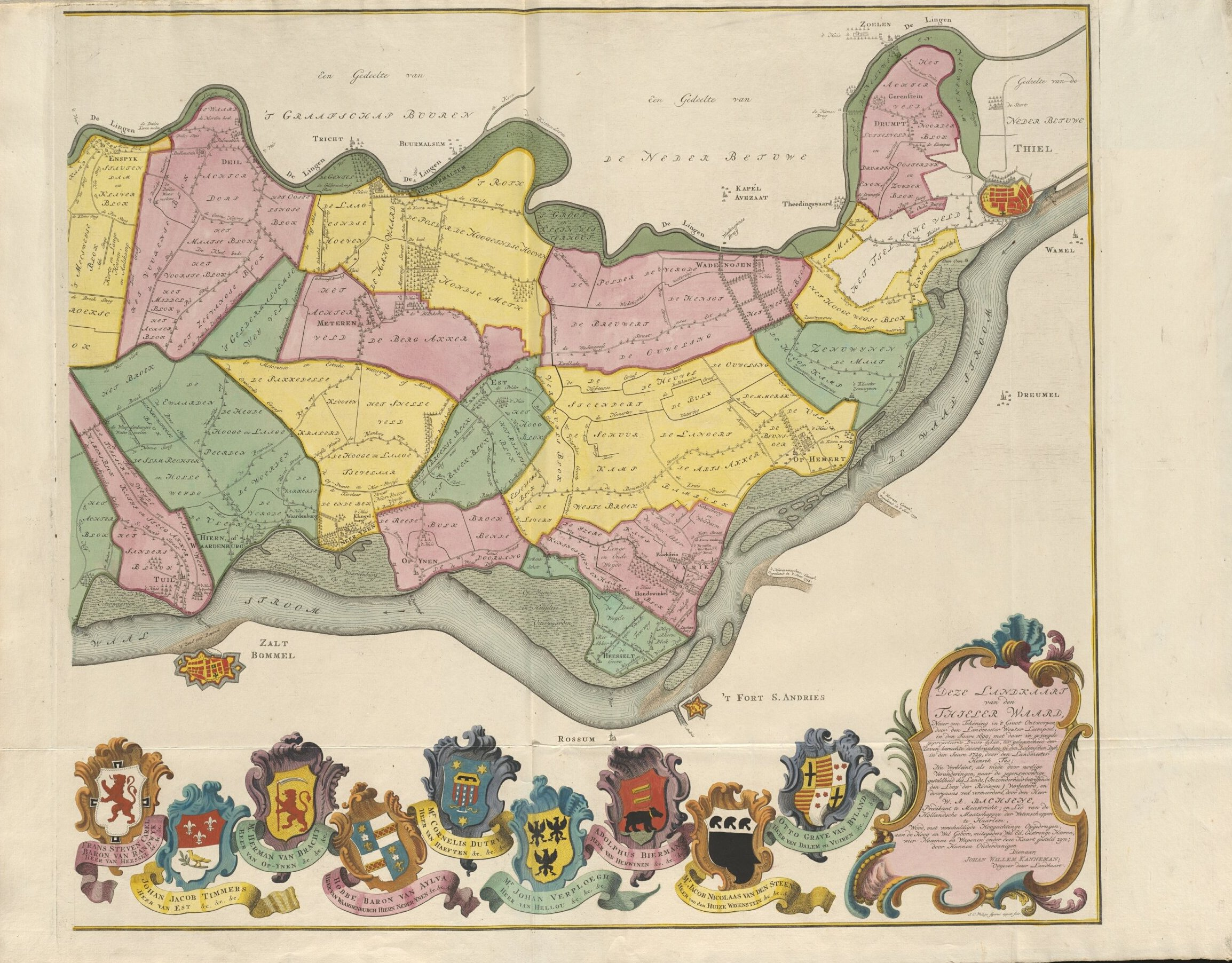
Ligging Thedinghsweert ten westen van Tiel aan de overkant van de Linge (1759)

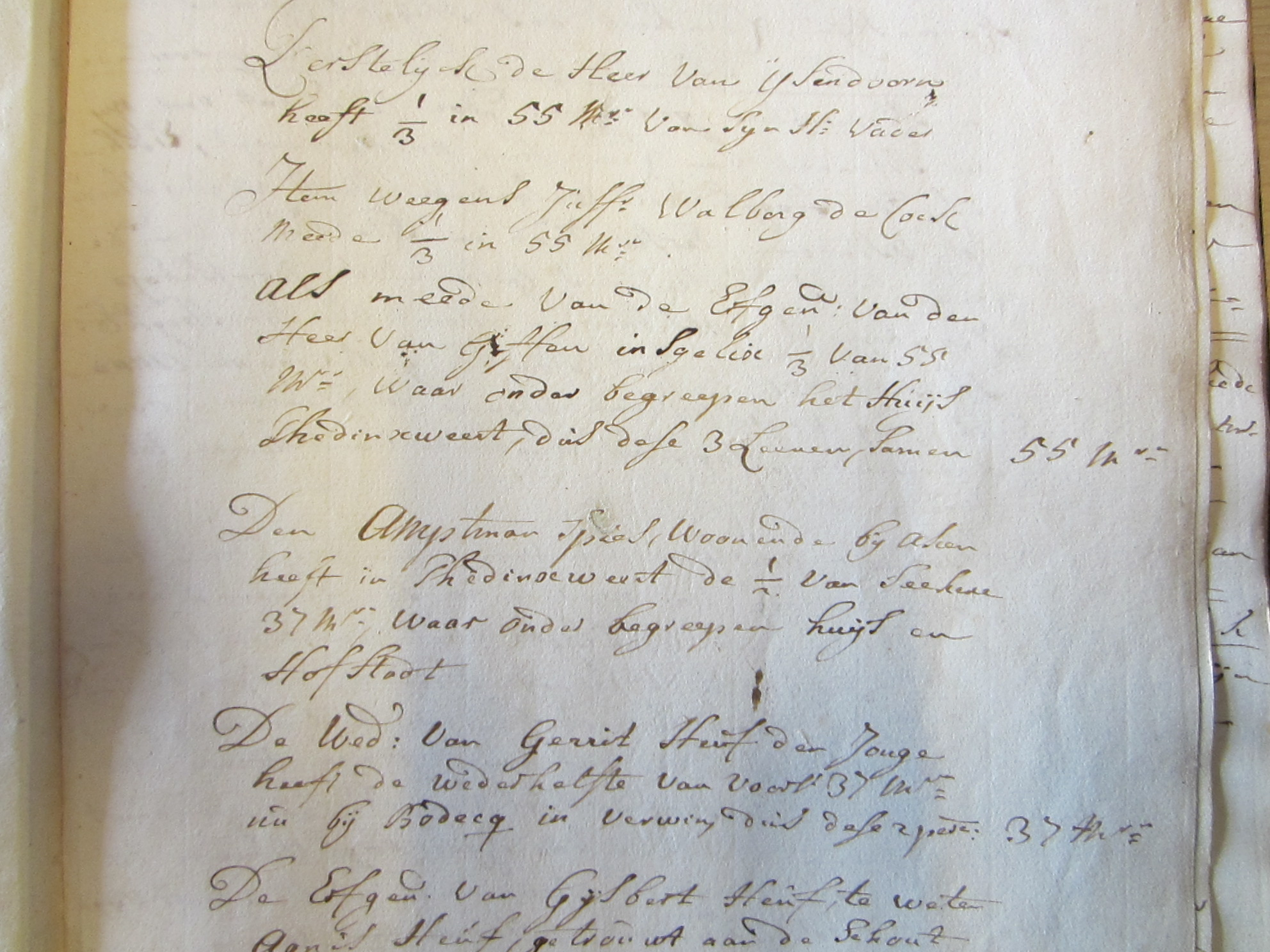
Detail Fol.1 uit het leenregister van Thedinghsweert (18de-19de eeuw)

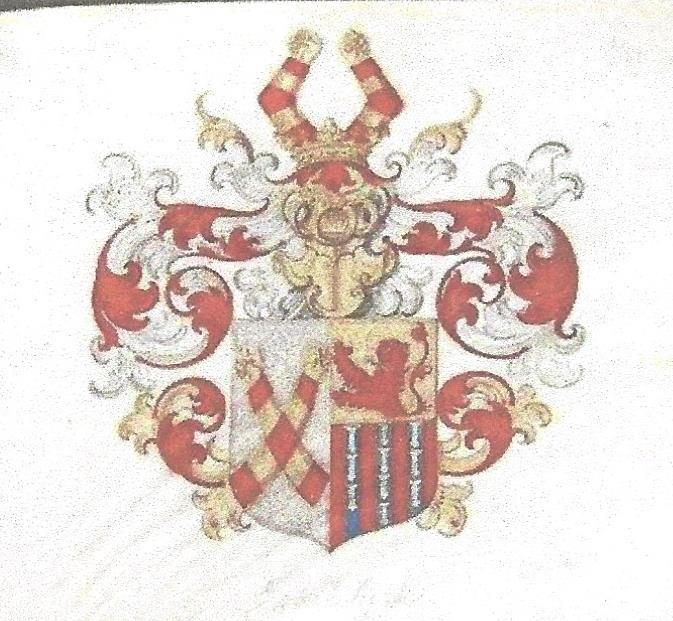
Alliantiewapen Joost Vijgh en Anna de Cock van Opijnen

Thedinghsweert is een landgoed van circa 55 hectare aan de Linge te Kerk-Avezaath in het buitengebied van de gemeente Tiel in de Neder-Betuwe. Het telt vier eigenaren: de Stichting Thedinghsweert die met ruim vijftig mensen met een beperking of een probleem een zorgboerderij annex bakkerij en een natuurvoedingswinkel runt, de Stichting Prezzent, de Woonvereniging Thedinghsweert en een fruitbedrijf.
De naam is opgebouwd uit Thedingh, waarschijnlijk de geslachtsnaam van de vroegste bewoners, en weert of waard dat staat voor buitendijks rivierengebied.

## Geschiedenis
In de late middeleeuwen was Thedinghsweert een zaalleen van het stift Thorn, wat inhield dat de heer van Thedinghsweert een gezadeld paard moest leveren aan zijn leenheer. Het komt voor onder de naam Tetinxweert en was gelegen in de voormalige gouw Teisterbant die einde 10de eeuw in leen kwam van Ansfried van Hoei. Graaf Ansfried stichtte het stift Thorn tussen 972 en 992. Vermoedelijk heeft hij het goed Thedinghsweert na de stichting geschonken aan het stift.
Om als schenking te dienen moet het goed van enig belang geweest zijn. Het lag ten opzichte van de omliggende dorpen en kerspels gunstig op een oeverwal aan het 'lange water' of de Linge, die volgens archeologen al in de Romeinse tijd bevaren werd. Door de gunstige ligging zal Thedinghsweert al vroeg bewoond zijn geweest, vermoedelijk vanaf 450. In het midden van de 13de eeuw is het gebied bedijkt. Kort daarna is de open verbinding tussen Waal en Linge afgedamd. Vanwege overstromingen en wateroverlast werd de Linge in 1304 bij Tiel definitief afgedamd waarmee het gebied rond Thedinghsweert een kwelwatergebied werd.
In het ancien régime was Thedinghsweert een riddermatig goed wat wil zeggen dat het voldeed aan de eisen die de ridderschap stelde voor de toelating. Om verschreven en geadmitteerd te worden in de Neder-Betuwse ridderschap moest men in het bezit zijn van een aensienlijck huys omgeven door grachten. De geadmiteerde diende het huis zelf te bewonen.
Het oudst bewaarde leenboek dateert uit de achttiende/negentiende eeuw. Het vangt aan met de beschrijving van de akte uit 1657 van belening van Johan van Brakel († 1661) door de Abdis van Thorn met Thedinghsweert en eindigt in 1806 en is dus grotendeels achteraf geschreven. Uit de  leenakte van 21 juni 1657 blijkt dat het landgoed de Thedinghsweert op dat moment 110 morgen groot is en Lheenroerigh is geweest en de alsnog Lheenachtig is aan het weldlichen Stift ende Lants Thoorn. Uit latere publicaties van veilingen en notariële akten van verkopen blijkt uit welke kavels het goed bestond en hoe deze verspreid lagen. Bij een veiling in 1806 bevatte het landgoed alleen nog een huisplaats (het huis zelf binnen de gracht was toen kennelijk afgebroken), diverse andere gebouwen zoals stallingen en een koetshuis alsmede velden, visrechten en een kerkbank. Het landgoed had volgens de opsomming uit 1806 van Pierre W.L. Quarles 112 morgen of 95 hectare.
Uit de notariële akte van verkoop door Blijdestein aan baron Van Borssele van Wandenoyen uit 1812 blijkt dat er op de huisplaats weer een huis stond. Het totale oppervlak was in 1812 eveneens 112 morgen. Bij verkoop in 1904 werd Teedingsweerd aangeboden met circa 60 hectare en het blijkt na de verkoop aan Van Beuningen een oppervlak te meten van ruim 55 hectare.

### Oudst bekende bezitters
De oudst bekende bezitter is Arnt van Soelen geheeten van der Noertlosen, ook bekend als Arndt van Arkel. Hij was afkomstig uit Noordeloos in de Alblasserwaard en in 1298 door de graaf van Gelre beleend met het 'oude' huis of hofstad Soelen, later den Aldenhaag geheten. Dit vanwege het overlijden van Otto van Soelen die slechts een minderjarige dochter achterliet. Naast het huis Soelen (Aldenhaag) had Arnt van de abdis van het stift Thorn Tetinxweert in leen, dat hij in zijn geheel in achterleen gegeven had aan Otto van Avezathe.
Op 14 juni 1329 deed Arndt het verzoek aan Margharete van Pytersheym, abdis van het stift Thorn, om Thetinxweert over te dragen aan Parnele van Abcoude, de weduwe van Jan van Culemborch. Het verzoek werd gehonoreerd onder de voorwaarde dat het goed na overlijden van Parlene en haar kinderen zou vervallen aan haar broer Zweder van Abcoude, die gehuwd was met Mabelia van Arkel. De Van Arkels hadden familiebanden met Jan van Arkel, bisschop van Utrecht en later prins-bisschop van Luik. De familie van Arkel was rijk en machtig. Dat een Van Arkel zich liet belenen met Thedinghsweert geeft aan dat dit goed een aanzienlijke status had.
Pralene van Abcoude vrouwe van Tetincsweert overleed in 1333, vier jaar nadat ze Thedinghsweert in bezit kreeg. Het goed vererfde op haar zoon Johan die het in 1344 verkocht aan Goossen van Rossem ten behoeve van diens bastaardzonen Gherard en Sander. In 1413 werd het goed de Tedingsweerd in Avezaath door de abdis van Thorn voor levenslang in vruchtgebruik gegeven aan Catherina van Brakell († in of na 1435), dochter van Heer Johan I van Brakell, ridder, en Margriet van Zuylen, telg uit een adellijk geslacht uit het Utrechtse Sticht. Catherina was voor 1413 gehuwd met Johan van Rossem († 1424), zoon van Goossen van Rossem, ridder en schepen in de Hoge bank van Driel. In 1449 verkocht Jan van Rossems zoon het goed aan Arnt de Cock van Opijnen. In 1572 werden Dirck Vijgh en zijn echtgenote Heilwig van Rossem beleend met Thedinghsweert. De familie de Cock van Opijnen zou vijf generaties lang, van 1449 tot 1657, het adellijke huis Thedinghsweert bewonen. De laatste was jonker Everard de Cocq van Opijnen die in 1656 als oudste in verschijning de ridderschap presideerde.

### Van Brakell 1657-1757
Nadat het gehele bezit van Johan de Cock van Opijnen heer van Thedinghsweert en Geffen († 1654) verbeurd verklaard was, werd op 23 juni 1657 Johan van Brakell († 1661), gehuwd met Henrica of Hendrika Millink († 1662) door de abdis van Thorn beleend met het jus domini directi of de Lheenheerlijkheyd van het Goed Thedinxweert. Het goed was op dat moment in zijn totaliteit in achterleen uitgegeven en besloeg 110 morgen, bestaande uit drie kavels van respectievelijk 55, 37 en 18 morgen, berekend volgens de oude meetmethode waarbij slechts beteelbare grond meegerekend werd. Het dominium utile, het feitelijke bezit, van 55 morgen behoorde toe aan Joost Vijgh (1600-1666) heer van IJsendoorn (1639) die gehuwd was met Anna van Opijnen († 1669) dochter van Johan de Cock. Hij had een derde verkregen van zijn vader die in 1572 beleend was met [een deel] van Thedingsweert, een derde wegens Juffr. Walborg de Cock, Walburch Maria de Cock van Opijnen was een zuster van zijn echtgenote, en een derde uit vererving van zijn schoonvader de Heer van Geffen (Johan de Cock) waarbij inbegrepen het riddermatige Huis Thedinghsweert. De kavel van 37 morgen was voor de helft in bezit van den ambtman Spies wonende bij Aken en voor de andere helft in bezit van de Wed. van Gerrit Heuf den Jonge. De resterende 18 morgen was bezit van Gijsbert Heuf.
Thedinghsweert had zelf een leenkamer die door Van Brakell ondergebracht werd in zijn eigen leenkamer van Kermesteyn. De registers werden gescheiden bijgewerkt.
Willem Frederik van Brakell (1662-1702), kleinzoon van Johan van Brakell, kocht in 1691 achterlenen, waaronder Tedingsweerd met het huis Tedingsweerd c.a. en werd er in 1692 door de leenkamer van Kermestein mee beleend. Het landgoed was 55 morgen groot en bevatte het adellijk huis. Zijn grootvader had de leenheerlijke rechten als 'dominum directum' (oppereigendom) over Thedinghsweert, die in 1661 vererfd waren op diens zoon Johan († 1680), vader van Willem Frederik, in 1657 gekocht. Tot 1691 was er dus sprake van gedeelde eigendom van het adellijke huis met omringende 55 morgen.
In 1695 nam Willem Frederik van Brakell het verwin van een bouwing over van de weduwe van von Spies. Haar schoonvader Herman Spies von Büllesheim was door zijn huwelijk met Catharina van Rechteren in het bezit gekomen van de rechten op het verwin van de bouwing, nadat in 1621 het transport plaats had gevonden van de magescheid (boedeldeling) die Johan van Rechteren heer tot Almelo overeengekomen was met zijn zuster Catharina, echtgenote van Spies, inzake het testament van hun vader, en dat op 26 februari 1621 bekrachtigd was.

### Verwoesting en herbouw van het huis
In 1783 kwam Thedinghsweert door vererving in het geslacht Quarles. Willem Quarles de Quarles (1717-1781) was in 1757 gehuwd met Louise Henriette van Wijhe, vrouwe van Tedingsweerd. Hun zoon Pieter Willem Lodewijk (1758-1826), onder meer raad, schepen en burgemeester van Tiel, zou in 1806 het landgoed Thedinghsweert bij veiling verkopen.
In januari 1794 werd het adellijke huis door Hessische soldaten in Britse dienst verwoest. De soldaten waren ingehuurd door stadhouder Willem V ter bestrijding van de Franse troepen en lagen ingekwartierd in huis Thedinghsweert. Kort na de verwoesting is het huis herbouwd. In 1806 (of 1808) werd het geveild, zoals hierboven aangegeven. Koper voor ƒ 62.000 was de Utrechtse koopman Izaäc Blijdestein, die het landgoed in 1812, met huis en 112 morgen, weer verkocht voor ƒ 72.500 aan Antoine Guillaume van Borssele van Wandenoyen. De zomer voor de verkoop had Blijdestein het goed te huur aangeboden als 'Huis, voorzien van vijf Kamers en een Keuken, Koetshuis en Paardenstal, mitsgaders twee Tuinen met exquise Vruchtbomen beplant', met verder nog enig weiland. Gelijkertijd bood hij het hele landgoed inclusief de bouwhoven en de bossen, tezamen 112 morgen, en de visserij op de Linge te koop aan, met eventuele overname van een hypothecaire lening ad ƒ 32.000 tegen '4 pro Cento'.

### Van Borssele 1812-1827
Anthony Willem (1784-1857), vanaf de Franse tijd Antoine Guillaume van Borssele heer van Wadenoijen (1808), was de kleinzoon van Maria van Wijhe die in 1721 als dochter van Henriette van Brakell op huis Thedinghsweert geboren was. Hij kocht Thedinghsweert in 1812 als belegging. Hij was toen ongehuwd en woonde op Huis Wadenoijen. Vanaf 1815 was hij eerst kamerheer van Koning Willem I en vervolgens van Koning Willem II. Vanaf 1816 was hij lid van de Ridderschap van Zeeland. Hij huwde eerst in 1829.
Nog in het jaar van aankoop verkocht hij enkele percelen en verpachtte hij een deel van het weiland voor de verbouw van aardappelen. Aangenomen wordt dat hij een onbevredigend rendement uit zijn bezittingen in de Neder-Betuwe had, want in 1827 verkocht hij zijn gehele Betuwse bezit inclusief Thedinghsweert. Bij openbare veiling kwam het in juni 1827 in bezit van mr. Joannes Burgerhoudt.

## Familie van Beuningen
In 1904 werd het landgoed Thedinghsweert, dat toen nog een oppervlakte had van ruim 55 hectare, voor ƒ 125.000 gekocht door de vermogende Hendrik Adriaan van Beuningen (1841-1908), algemeen directeur van de Steenkolen Handelsvereniging (SHV), met de bedoeling zijn zoon Harry (1878-1949) hier een gemengd agrarisch bedrijf te laten starten. Zoon Harry verbouwde Thedinghsweert tot herenboerderij met buitenverblijf en begon een paardenfokkerij voor het Geldersch Stamboek. Later experimenteerde de familie van Beuningen op een perceel met de biologische fruitteelt. Na het overlijden van Harry vererfde het landgoed op zijn dochter Itty en zoon Harry, die in 1965 bij een auto-ongeluk omkwam.
In 1968 schonk Itty Verhoeff-van Beuningen het huis met opstallen, en later nog bouw- en weiland, aan de 'Stichting Warmonderhof'. Bij de schenking bedong mevrouw Verhoef-van Beuningen dat het landgoed alleen verkocht mocht worden aan een maatschappelijke instelling die het beheer in haar geest voorstond. In 1971 startte de Stichting Warmonderhof er een landbouwschool op biologischs-dynamische grondslag gebaseerd op het antroposofische gedachtegoed van Rudolf Steiner
Van het totale landgoed van 55 hectare hield de familie Van Beuningen 20 hectare zelf in bezit waar zij een fruitbedrijf exploiteerden. Van het overige werd in 1993 het eigendom overgedragen aan drie partijen: de Stichting Thedinghsweert met 26 hectare die een zorgboerderij annex bakkerij en natuurvoedingswinkel runt waar ongeveer vijftig mensen wonen en werken; de zorginstelling Waalborg (thans Stichting Prezzent) waar op 1 hectare mensen met een verstandelijke beperking wonen; en de woonvereniging Stichting Thedinghsweert die 8 hectare bezit met de historische opstallen waaronder de villa uit 1905, het koetshuis en de stallen. De vereniging bestaat uit achttien huishoudens die hun deel van het landgoed zelf beheren en onderhouden.

## Trivia
A.J. van der Aa beschrijft het huis dat in 1794 afbrandde als een deftig kasteel, met torens aan de vier hoeken. Aangenomen dat het hier hetzelfde huis betreft als het huis waarmee Van Brakell in 1657 beleend werd, dan gaat het om een riddermatig huis, geen kasteel.

## Fotogalerij

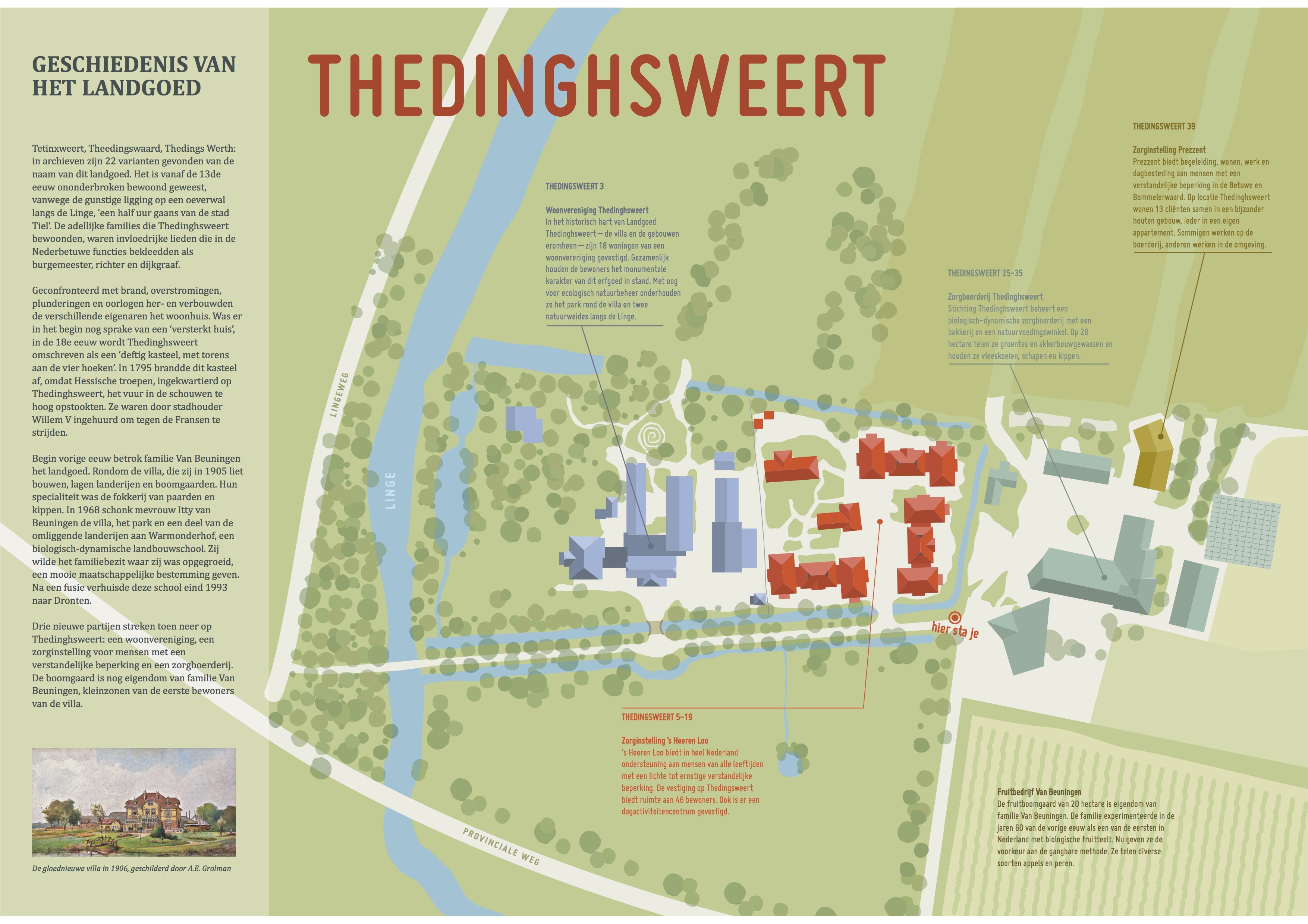
Informatiepaneel
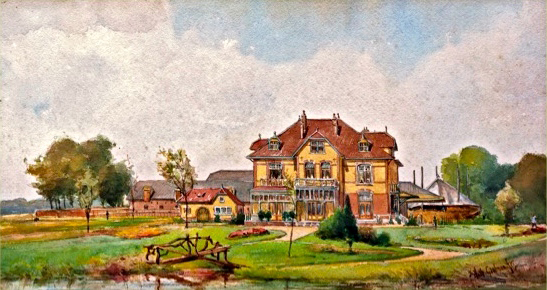
Thedinghsweert geschilderd in 1906
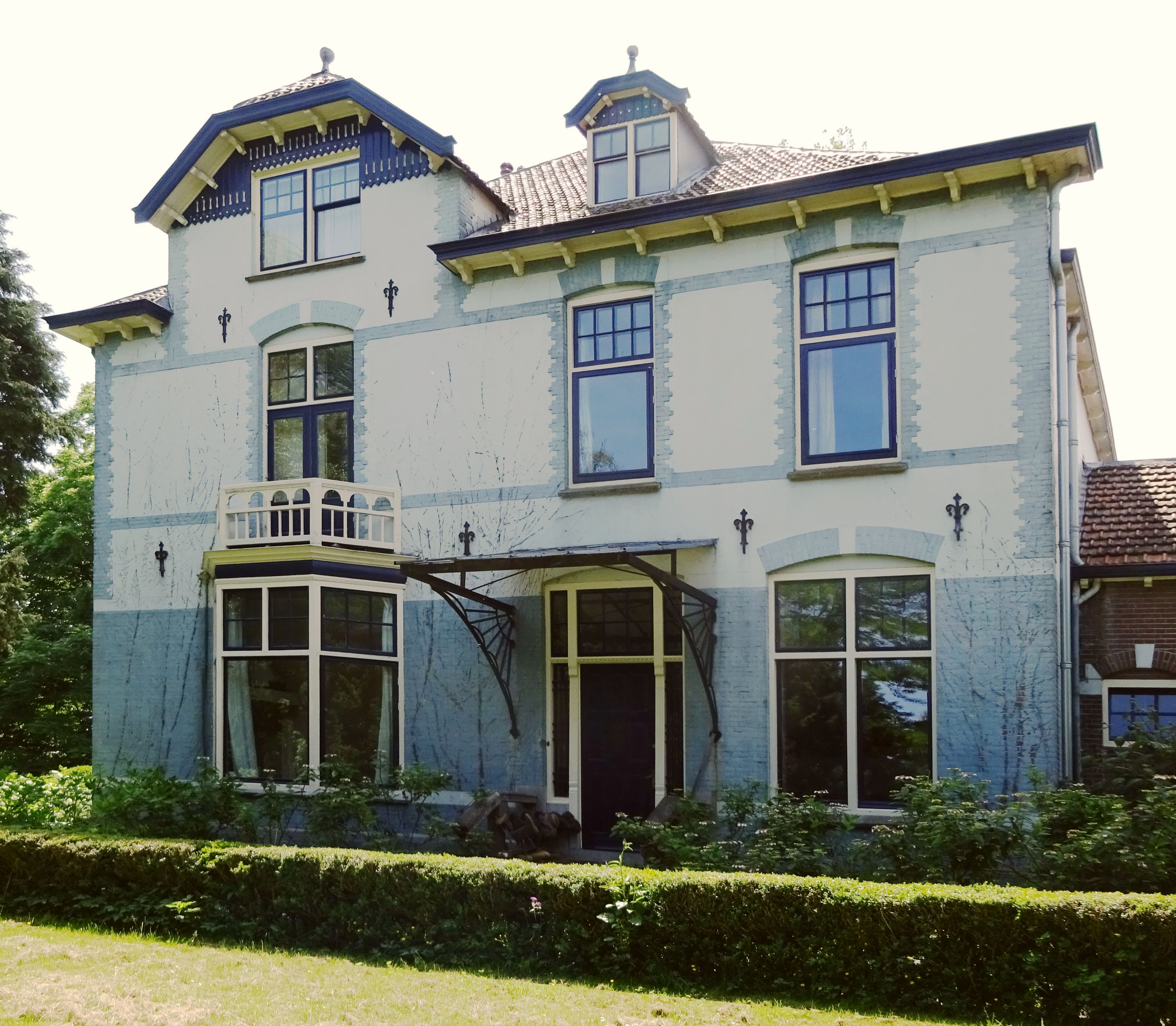
Villa (2016)
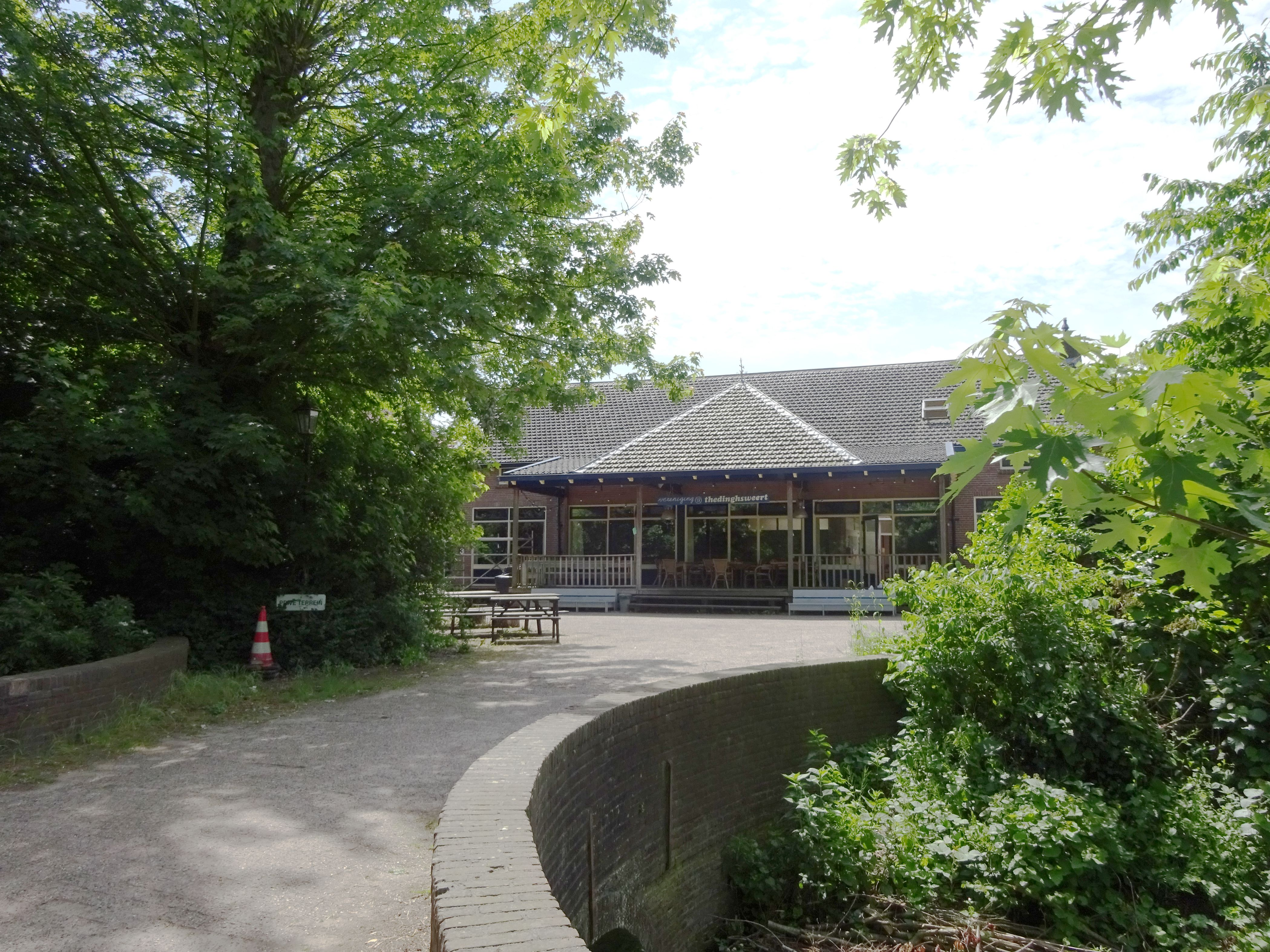
Gemeenschappelijk gebouw woonvereniging
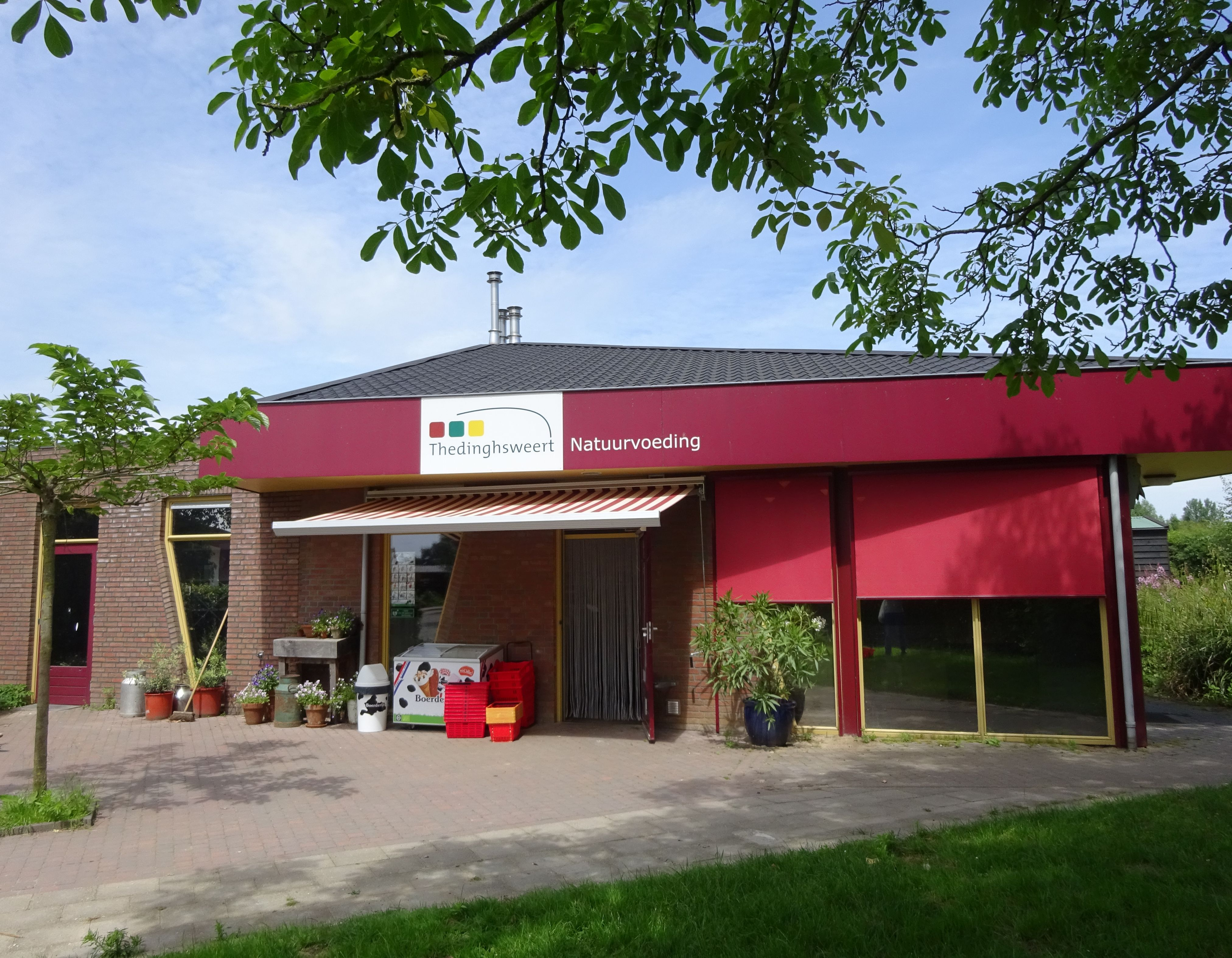
Natuurvoedingswinkel